# Modelul Dreyfus

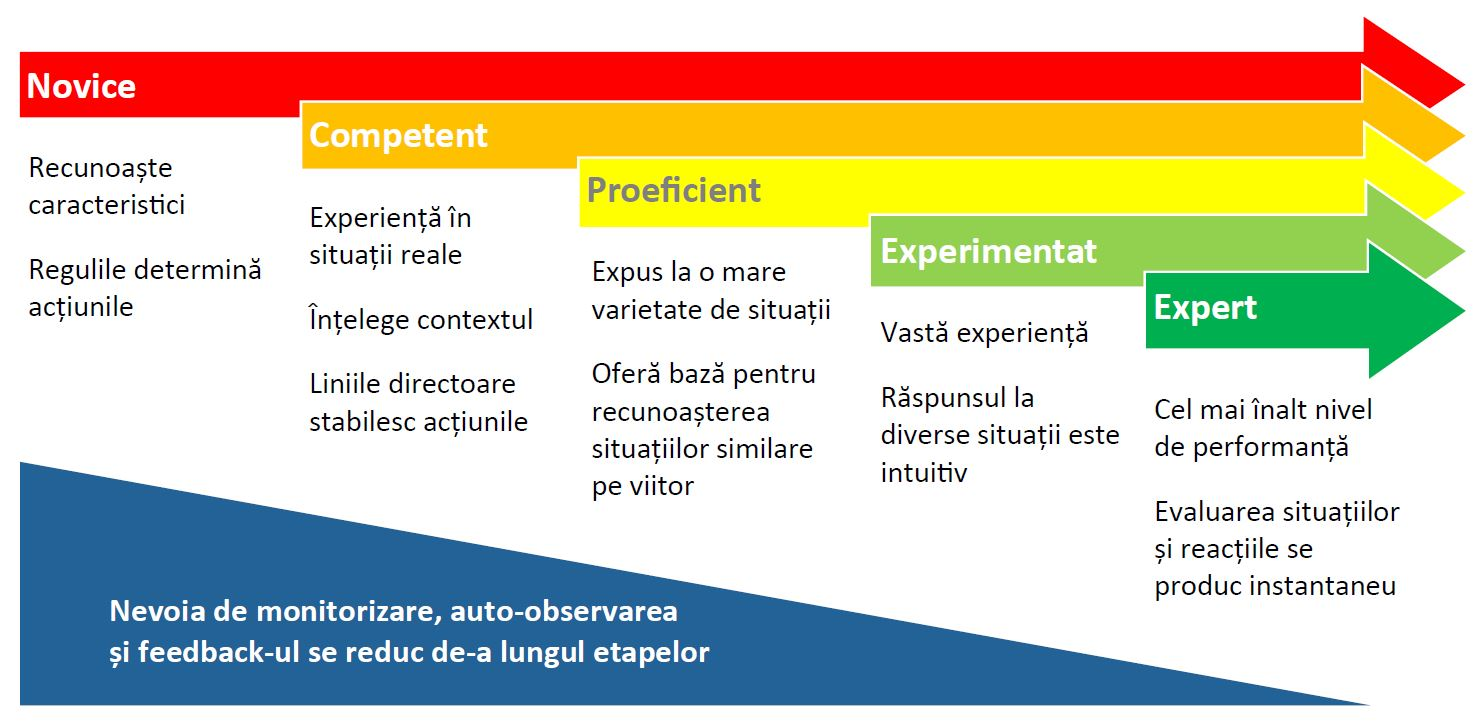
Modelul Dreyfus

În domeniul educației și cercetării, modelul Dreyfus de creare a cunoștințelor este un model prin care studenții dobândesc cunoștințe prin instrucțiuni formale și practică. Frații Stuart și Hubert Dreyfus propun în anul 1980 într-un raport de cercetare de 18 pagini relizat cu informații din cadrul Universității California, Barkley ți al Centrului Operațional de Cercetare al Biroului US Air Force de Cercetare Științifică. Modelul Original propunea că un student are de parcurs 5 etape distincte: Novice, Competent, Proeficient, Experimentat și Expert.